# Emmanuel de Serviez
Emmanuel Gervais Roergas de Serviez, né le 27 février 1755 à Saint-Gervais-sur-Mare (Languedoc), et mort le 18 octobre 1804 à Paris, est un général, administrateur et homme politique français de la Révolution et de l’Empire.

## Généalogie
D'une famille originaire de la ville d'Argentan, en Normandie, et fixée à Saint-Gervais, en Languedoc, depuis le commencement du XVe siècle, Emmanuel est le fils de Pierre Roergas de Serviez (mort en 1792), député aux États du Languedoc en 1777, et de Marie de Court, d'une famille qui avait donné un amiral de France, ainsi que le petit-fils de Jacques Roergas de Serviez (1679-1727), historien et homme de lettres, chevalier des ordres royaux militaires et hospitaliers de Notre-Dame du Mont Carmel et de Saint-Lazare de Jérusalem. 
Alors qu'il est lieutenant au régiment Royal-Roussillon, en garnison à Longwy, il épouse le 25 décembre 1784, à Cutry, Marie Henriette de Trelliard, née en 1762, originaire de la paroisse de Saint-Jean à Parme, fille de François de Trelliard et de Marie Anne de Cutry, et sœur du futur général de division Anne-François-Charles Trelliard. Elle lui donna un fils et deux filles : Pauline-Henriette, mariée avec François-Charles du Fort de Grandmaison, ancien officier d'infanterie, et Adèle, morte jeune.  
Le fils, Manuel Roergas Serviez, connut la destinée d'un aventurier militaire. Né en mai 1785 au château de Cutry, marié à Joséphine-Eugénie de Marguerite, officier au 11e cuirassiers, puis aide de camp du lieutenant-général comte Treillard, son oncle, il joua un rôle dans la Guerre d'indépendance du Venezuela (voir sa notice). 

## Carrière
Emmanuel de Serviez entre comme simple soldat dans le régiment Royal-Roussillon le 10 mai 1772. Il est parvenu au grade de capitaine dans l'armée royale lorsque la Révolution éclate. Il assiste à l'assemblée des trois ordres, au bailliage de Villers-la-Montagne en 1789, et il fait partie des commissaires de la noblesse pour la rédaction du cahier de doléances. Il est nommé commandant de Sarrelouis, le 2 septembre 1792, avant de devenir colonel du 55e régiment d'infanterie le 8 mars 1793. Il fait campagne dans l'armée des Pyrénées, puis dans l'armée du Rhin et devient général de brigade à titre provisoire le 29 août 1793 et à titre définitif le 17 janvier 1795. Emprisonné en 1793, il est libéré après le 9 Thermidor et employé dans l'Armée d'Italie. Après le traité de Campo Formio, il quitte l'Armée.
Il est nommé préfet des Basses-Pyrénées le 14 mars 1801. Le 27 mars 1802, il est élu par le Sénat conservateur, député des Basses-Pyrénées au Corps législatif, et il est fait chevalier de la Légion d'honneur le 26 novembre 1803 et commandeur de l'Ordre le 14 juin 1804. Il meurt avant la fin de la législature, le 18 octobre 1804, et il est enterré au cimetière du Père-Lachaise (31e division).
Armes de la famille Roergas de Serviez : de gueules au lion d'or terrassant un taureau d'argent, le combat éclairé d'un soleil levant du second, émail.

## Écrits
Pendant sa carrière militaire, puis en tant que préfet, Emmanuel de Serviez écrivit :
- Une brochure contre le « système allemand » qu'avait voulu introduire le ministre de la guerre Saint-Germain (1788).
- Une Adresse aux soldats pour les exhorter à la discipline (1790).
- Mémoire pour les hôpitaux, Paris, impr. de Brasseur, 1792, 8 p.
- Un roman intitulé Les Prémisses d'Annette, Paris, La Villette, 1792, 167 p.
- Exposé de la conduite d'Emmanuel Serviez, soldat de la liberté, depuis la Révolution, et notamment pendant le blocus de Landau ou il était employé en qualité de général de brigade, Paris, impr. de Desenne, 1794, 36 p.
- Statistique du département des Basses-Pyrénées, Pau, Impr. de Daumon, An X ; Paris, impr. des Sourds-Muets, An X ; 140 p.
- Précis historique du blocus de Landau, avec les détails de tous les évènemens dont cette commune a été le théâtre, par un témoin oculaire [sic], Gertruydemberg, 1802.
- Mémoire sur l'agriculture et spécialement sur le défrichement de la lande dite Pont-Long, dans les Basses-Pyrénées, Paris, 1803.

## Divers
Une rue du centre de Pau (Pyrénées-Atlantiques) porte son nom : rue Serviez.